# Népalais en Chine
La communauté de Népalais en Chine est constituée d'immigrés et expatriés népalais en Chine, ainsi que de citoyens chinois de descendance népalaise.

## Tibet
- Newars de Lhassa (en)

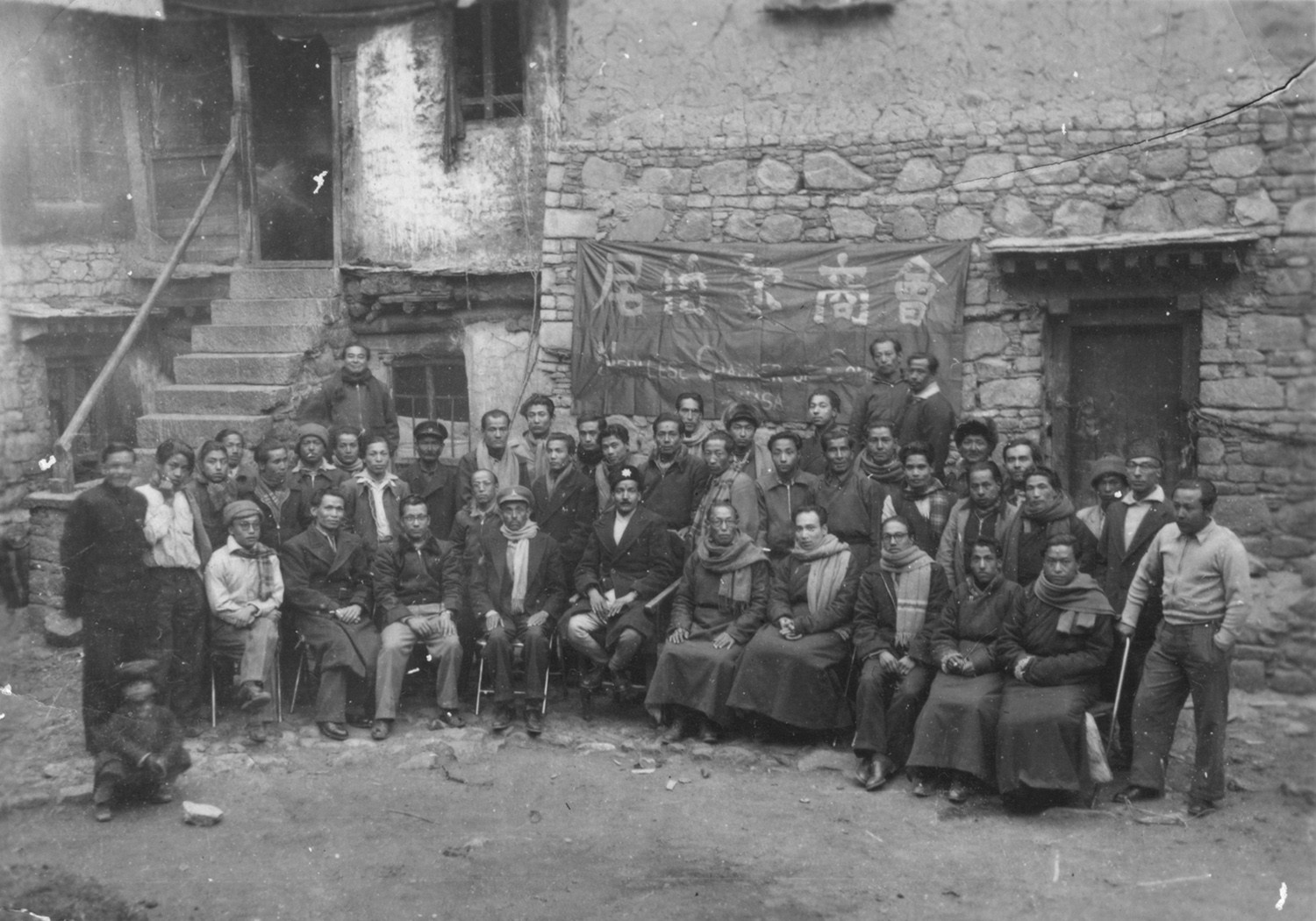
Chambre de commerce népalaise de Lhassa en 1955.

Les premiers Népalais à arriver au Tibet sont les marchands néwars. Au début de la période Malla (1100 — 1480), des évidences de l'expansion des Néwars émergent. Les routes commerciales vers le Tibet via Humla, Mustang, Kyirong, Khasa et Olangchung Gola ont lié des relations nord-Sud.

## Hong-Kong
- Népalis à Hong-Kong (en)

Les Népalais forment approximativement 0,2 % de la population totale de Hong-Kong. Les Népalais commencent à arriver à Hong-Kong dans les années 1970, en tant que brigade des Gurkhas, au sein de l'Armée britannique.

## Autres régions de Chine

### Guangdong
Un nombre important de Népalais vivent et travaillent à Guangzhou (ou Canton), principalement des commerçants ou des étudiants.

### Yunnan
L'Université de Dali, dans la ville de Dali (province du Yunnan), a attiré les étudiants népalais qui voulaient y poursuivre des cours de médecine. Les étudiants en médecine népalais commencent à y arriver à partir de 2005, et leur nombre est passé de deux en 2005 à 175 en 2011.